# Aurel Stodola
Aurel Boreslav Stodola (n. 11 mai 1859, Liptovský Mikuláš, d. 25 decembrie 1942, Zürich) a fost un inginer, fizician și inventator slovac, cunoscut ca întemeietor de școală în domeniul turbinelor cu abur.

## Activitate

Die Dampfturbinen
Ediţia a IV-a, 1910

- Între anii 1877 - 1880 urmează cursurile tehnice ale universităților din Budapesta și Zürich.
- Între anii 1880 - 1882 își face practica la o întreprindere de construcții de mașini din Budapesta.
- În anul 1883 își continuă studiile tehnice la Universitatea Tehnică din Berlin (Charlottenburg), iar în 1884 la Paris, Sorbona.
- Până în anul 1892 lucrează la Uzina Mecanică Rushton & Co din Praga.
- În 1892 este invitat la universitatea din Zürich, actuala Eidgenössische Technische Hochschule (ETH - Universitatea Tehnică Federală din Elveția), unde rămâne profesor.
- În anul 1903 scrie tratatul Die Dampfturbinen (Turbinele cu abur), o carte de referință în domeniu, care avea să apară până în 1924 în 6 ediții. În afară de aspectele de termodinamică, cartea tratează curgerile, vibrațiile, calculul solicitărilor paletelor, carcaselor și discurilor în rotație, concentratorii de efort în dreptul găurilor și filetelor.[8]
- În anul 1922 scrie tratatul Dampf- und Gas-Turbinen (Turbine cu abur și cu gaze), tradus în limba engleză în 1927 și reeditat de câteva ori până în 1945. Cartea a fost baza constructorilor de turbine cu gaze, inclusiv în SUA.[9].

## Onoruri
- 1905 - Doctor honoris causa al Universității Tehnice din Hanovra
- 1908 - Medalia Grashof, cea mai înaltă distincție a Asociației Inginerilor Germani
- Doctor honoris causa al Universității Tehnice Germane din Brno
- 1929 - Doctor honoris causa al Universității din Praga
- 1941 - Medalia de aur James Watt, echivalentă cu Premiul Nobel în inginerie

Membru corespondent al Academiei de științe din Paris.